# Языковой империализм
Языково́й империали́зм — ключевое понятие теории, привлекающей с начала 1990-х годов внимание многих исследователей, особенно после публикации книги британского лингвиста Роберта Филлипсона «Языковой  империализм». Языковой империализм часто рассматривают в контексте культурного империализма.

## Определение
Языковой империализм является формой умышленной языковой дискриминации, направленной на предоставление власти доминирующему/угнетаемому языку и его носителям. Языковая дискриминация — форма дискриминации или предвзятого отношения к личности, основанная на его языковой принадлежности или навыках владения языком: диалекте, акценте, словарном запасе, родном языке и так далее. Филлипсон считает основополагающими чертами языкового империализма следующие:
1. Манифестация превосходства основного языка над другими, характерная и для прочих форм дискриминации, например, сексизма или расизма.
2. Структурный концепт предпочтения доминирующего языка остальным, когда на его изучение выделяется больше средств и ресурсов.
3. Идеологическое внушение, что господствующий язык/диалект во всём лучше прочих, и потому более престижен. Эти идеи становятся господствующими в обществе, и трактуются как данность.
4. Переплетенные с концепциями империализма в других сферах
5. Имеющие эксплуататорскую природу, вызывающую несправедливые и неравные отношения между теми, кто владеет и не владеет основным языком.
6. Непрямое влияние на другие языки таким образом, что изучение основного языка происходит в ущерб остальным.
7. Оспариваемость и борьба с господством данного языка вследствие вышеперечисленных факторов.[1]

## Языковой империализм

### Английский язык
Филлипсон определяет языковой империализм английского языка так:
«доминирование, обусловленное установлением и постоянной поддержкой структурного и культурного неравенства между английским и другими языками».
Теория Филлипсона содержит мощную критику исторического распространения английского в качестве международного языка, а также продолжающегося доминирования этого языка в постколониальном контексте (Индия, Пакистан, Уганда и т. д.) и в «неоколониальном» контексте — как, например, в Европе. Его теория во многом основывается на социальной теории Антонио Грамши, особенно на понятии культурной гегемонии.

#### Другие страны
После возникновения Священной Римской Империи, немецкий язык и его диалекты стал наиболее часто используемым языком в среде знати на территории Центральной Европы. С тем или иным успехом он являлся языком торговли и престижа на большей части Центральной и Восточной Европы. Данный процесс завершился лишь после Второй Мировой Войны (см. Германизация) .
Экспансия Франции также имела место. Многие языки, такие как окситанский, бретонский, баскский, корсиканский и каталонский были маргинализованы. Данный процесс, известный также как галлизация, часто приводил к недовольству, требованиям независимости. Примеры этого до сих пор можно наблюдать в Бретани и Фландрии.